# Sinjeong di Joseon
Sinjeong, conosciuta principalmente come regina madre Jo (신정?, 神貞?; 21 gennaio 1809 – 4 giugno 1890), è stata una regina coreana, unica moglie del principe Hyomyeong e madre del re Heonjong. Fu reggente per Gojong di Corea dal 1863 al 1866, detenendo un notevole potere politico fino all'ascesa della regina consorte Myeongseong.

## Biografia
Nata in una famiglia appartenente al bon-gwan Jo di Pungyang, i suoi genitori erano Jo Man-yeong, principe Pungeun Buwongun, e la figlia del magistrato di contea Song Si-yeon. Nel 1819 venne scelta come moglie del principe ereditario Hyomyeong, ma non fu mai regina consorte a causa della morte prematura del marito. Nel 1827 diede alla luce il principe Hwan e, quando questi ascese al trono con nome Heonjong nel 1834, divenne regina madre; suo figlio tuttavia morì senza lasciare eredi. Essendo il membro più anziano della famiglia reale, Sinjeong ebbe il compito di scegliere un successore: adottò quindi un lontano parente, che nel 1863 divenne re del Joseon, ed è ricordato con il nome di Gojong. Siccome Gojong aveva soltanto dodici anni, Sinjeong ricoprì brevemente la carica di reggente, che in un secondo momento cedette al padre del sovrano, Yi Ha-eung (Heungseon Daewongun). L'alleanza con quest'ultimo le permise di allontanare dalla corte i propri avversari politici, e nel corso di dieci anni attuarono diverse riforme del sistema di tassazione, oltre ad abolire le accademie confuciane private, la cui influenza costituiva una minaccia al potere della corona.
Morì nel 1890, venendo sepolta nella tomba reale Sureung a Guri accanto a Hyomyeong.

## Ascendenza
|                    |   |              | Genitori      |  |  | Nonni |  |  | Bisnonni |  |  | Trisnonni      |  |
|                    |   |              |               |  |  |       |  |  | Jo Eom   |  |  | Jo Sang-gyeong |  |
|                    |   |              |               |  |  |       |  |  | Jo Eom   |  |  | Jo Sang-gyeong |  |
|                    |   | Signora Yi   |               |  |  |       |  |  | Jo Eom   |  |  |                |  |
| Jo Jin-gwan        |   |              |               |  |  |       |  |  | Jo Eom   |  |  |                |  |
|                    |   | Signora Hong | Hong Hyeon-bo |  |  |       |  |  |          |  |  |                |  |
|                    |   | Signora Hong | Hong Hyeon-bo |  |  |       |  |  |          |  |  |                |  |
|                    |   | Signora Hong | …             |  |  |       |  |  |          |  |  |                |  |
| Jo Man-yeong       |   | Signora Hong |               |  |  |       |  |  |          |  |  |                |  |
|                    |   | Hong Ik-bin  | …             |  |  |       |  |  |          |  |  |                |  |
|                    |   | Hong Ik-bin  | …             |  |  |       |  |  |          |  |  |                |  |
|                    |   | Hong Ik-bin  | …             |  |  |       |  |  |          |  |  |                |  |
| Signora Hong       |   | Hong Ik-bin  |               |  |  |       |  |  |          |  |  |                |  |
|                    |   | …            | …             |  |  |       |  |  |          |  |  |                |  |
|                    |   | …            | …             |  |  |       |  |  |          |  |  |                |  |
|                    |   | …            | …             |  |  |       |  |  |          |  |  |                |  |
| Sinjeong di Joseon |   | …            |               |  |  |       |  |  |          |  |  |                |  |
|                    | … | …            |               |  |  |       |  |  |          |  |  |                |  |
|                    | … | …            |               |  |  |       |  |  |          |  |  |                |  |
|                    | … | …            |               |  |  |       |  |  |          |  |  |                |  |
| Song Si-yeon       | … |              |               |  |  |       |  |  |          |  |  |                |  |
|                    |   | …            | …             |  |  |       |  |  |          |  |  |                |  |
|                    |   | …            | …             |  |  |       |  |  |          |  |  |                |  |
|                    |   | …            | …             |  |  |       |  |  |          |  |  |                |  |
| Deoganbubuin Song  |   | …            |               |  |  |       |  |  |          |  |  |                |  |
|                    |   | …            | …             |  |  |       |  |  |          |  |  |                |  |
|                    |   | …            | …             |  |  |       |  |  |          |  |  |                |  |
|                    |   | …            | …             |  |  |       |  |  |          |  |  |                |  |
| Signora Kim        |   | …            |               |  |  |       |  |  |          |  |  |                |  |
|                    |   | …            | …             |  |  |       |  |  |          |  |  |                |  |
|                    |   | …            | …             |  |  |       |  |  |          |  |  |                |  |
|                    |   | …            | …             |  |  |       |  |  |          |  |  |                |  |
|                    |   | …            |               |  |  |       |  |  |          |  |  |                |  |

### Ascendenza patrilineare
1. Jo Do-bo
2. Jo Sang-gyeong
3. Jo Eom
4. Jo Jin-gwan
5. Jo Man-yeong, principe Pungeun Buwongun
6. Sinjeong

## Discendenza
Sinjeong e il principe Hyomyeong ebbero un solo figlio, Hwan, il re Heonjong (1827-1849).

## Annotazioni
1. 1 2 3 4  Secondo il calendario lunare.